# Vladislav Radimov
Vladislav Nikolajevitsj Radimov (Russisch: Владислав Николаевич Радимов) (Leningrad, 26 november 1975) is een voormalig Russische voetballer. Normaal gesproken speelde Radimov als centrale middenvelder. Zijn laatste club was de kampioen van Rusland van 2007, FK Zenit Sint-Petersburg, waar hij in 2008 zijn loopbaan afsloot.

## Smena-Saturn Sint-Petersburg en CSKA Moskou
Vladislav Radimov zat toen hij vroeger op de basisschool zat zowel op voetbal als op schermen. Toen hij negen was verliet hij echter zijn basisschool om lid te worden van de voetbalschool van Smena-Saturn Sint-Petersburg. Voor die club speelde hij slechts één wedstrijd in het eerste elftal. Dit was in de tweede divisie van Rusland in het jaar 1992. Hierna vertrok Radimov naar Moskou om daar te gaan spelen in het reserve-elftal van de topclub CSKA Moskou. Voor het reserveteam speelde hij 34 wedstrijden, waarin hij viermaal scoorde. In juli 1992 maakte hij al zijn debuut in het eerste van CSKA, omdat een aantal spelers van het eerste elftal niet wilden vliegen naar een uitwedstrijd tegen FC Okean Nachodka. Vanaf 1994 werd hij een vaste kracht voor het eerste elftal van CSKA Moskou. Datzelfde jaar nog maakte hij zijn debuut voor het nationale elftal van Rusland. In 1996 besloot Radimov naar het buitenland te vertrekken. Voor het eerste elftal van CSKA speelde hij in totaal zeventig wedstrijden. Scoren deed hij daarin veertienmaal.

## Real Zaragoza en Dinamo Moskou
Na EURO 96 verliet Vladislav Radimov CSKA Moskou en startte hij een buitenlands avontuur. Hij tekende een contract bij de Spaanse club Real Zaragoza. Daar kwam hij onder andere samen te spelen met de Uruguayaan Gustavo Poyet en onder leiding te staan van diens landgenoot Víctor Espárrago. Zijn eerste twee seizoenen bij Zaragoza kwam Vladislav Radimov redelijk vaak tot spelen toe, maar in zijn derde seizoen was dit niet het geval. Hij speelde tot de winterstop slechts vier wedstrijden. Daarom werd hij ook in 1999 uitgeleend aan een van de topclubs van zijn geboorteland, Dinamo Moskou. Voor Dinamo speelde hij in totaal 22 wedstrijden en vond daar het net twee keer. Na zijn huurperiode bij Dinamo Moskou haalde Zaragoza hem weer terug voor het seizoen '99/'00. Ook dat seizoen kwam hij niet veel tot spelen toe en het seizoen erop zou Radimov dan ook Real Zaragoza definitief verlaten. Bij elkaar speelde hij 63 wedstrijden voor Real Zaragoza. Daarin scoorde hij in totaal vijf keer.

## Levski Sofia en Krylia Sovetov Samara
Vanwege de afwezigheid van veel speelminuten bij Real Zaragoza vertrok Vladislav Radimov daar in 2000 om te gaan spelen bij de Bulgaarse topclub Levski Sofia. Daar kwam hij eveneens weinig aan spelen toe. Voor Levski speelde hij slechts drie wedstrijden. Daar wist hij wel één keer in te scoren. Vanwege de teleurstelling bij Sofia keerde Radimov in 2001 terug naar zijn geboorteland. In Rusland tekende hij een contract bij Krylja Sovetov Samara. Bijna direct werd hij daar benoemd tot aanvoerder, wat hem eindelijk weer meer speelminuten opleverde. Bij Samara zou Radimov tot en met 2002 spelen. Daarna vertrok hij naar weer een topclub van Rusland, dit keer die uit zijn geboortestad. Voor Krylia Sovetov Samara speelde Vladislav Radimov in totaal 58 wedstrijden, waarin hij in totaal vier doelpunten scoorde.

## Zenit Sint-Petersburg
In 2003 vertrok Vladislav Radimov naar zijn geboortestad om daar te gaan spelen bij FK Zenit Sint-Petersburg. Daar werd hij meteen benoemd tot aanvoerder van het eerste elftal. In 2006 werd de trainer van zijn team de Nederlander Dick Advocaat. Datzelfde jaar nog kwamen de Nederlander Fernando Ricksen het team versterken en in 2007 ook de Belg Nicolas Lombaerts. Ondanks dat Radimov veel aan spelen toe kwam, besloot Dick Advocaat toch de aanvoerdersband van hem af te nemen en over te dragen aan de Oekraïner Anatoli Tymosjtsjoek. Met Zenit werd hij in 2003 tweede in de Premjer-Liga en in 2007 wist de club deze prestatie zelfs te verbeteren. Voor het eerst in de historie werd Zenit Sint-Petersburg kampioen van Rusland, met Radimov als een van de leden van het team. In het seizoen 2007-2008 sloot hij zijn carrière af bij Zenit Sint-Petersburg.

## Interlandcarrière
Onder leiding van bondscoach Oleg Romantsev maakte Vladislav Radimov zijn debuut voor het nationale team van Rusland op 17 augustus 1994 in de vriendschappelijke uitwedstrijd tegen  Oostenrijk, als vervanger van Rashid Rakhimov. Ook maakte hij deel uit van de selectie die naar Engeland ging om daar te gaan spelen op EURO 96. Radimov speelde daar alle drie de groepsduels voor Rusland. De ploeg werd in de groepsfase uitgeschakeld. Op het WK 2002 in Japan en Zuid-Korea verscheen Rusland echter wel weer, maar werd hij niet geselecteerd. Dit werd hij wel weer voor EURO 2004 in Portugal. Vladislav Radimov speelde in 2006 zijn laatste wedstrijd voor Rusland. Hij heeft 33 interlands achter zijn naam staan, waarin hij drie keer scoorde.

## Erelijst
- Beker van Rusland: 1993, 1994 (CSKA Moskou), 1999 (Dinamo Moskou)
- Professional A Football Group: 2001 (Levski Sofia)
- Vice-kampioen Premjer-Liga: 2003 (Zenit Sint-Petersburg)
- Russische Premier League Cup: 2003 (Zenit Sint-Petersburg)
- Premjer-Liga: 2007 (Zenit Sint-Petersburg)
- UEFA Cup 2007/08: 2008 (Zenit Sint-Petersburg)